# Miroslav Nevečeral
Miroslav Nevečeral (případně Nevečeřel, 22. července 1926 Michalovka, Zakarpatská Ukrajina – 24. září 1996 Nové Syrovice) byl český voják, původně volyňský Čech.

## Biografie
Miroslav Nevečeřal se narodil v roce 1926 na Zakarpatské Ukrajině, obec Michalovka byla plně československá. V roce 1941 utekl z okupovaného Zakarpatí do Sovětského svazu, kde byl internován postupně do několika pracovních táborů. V 17 letech (tj. rok 1943) vstoupil do československé jednotky v SSSR a nastoupil do výcviku pro výsadkáře. Stal se pak příslušníkem 2. paradesantní brigády v Jefremově. Bojoval v Dukelském průsmyku a byl poraněn, po vyléčení zranění se však k jednotce vrátil a bojoval mezi Liptovským Mikulášem a Prostějovem.
Obdržel medaile Za vítězství nad Německem, Dukelská pamětní medaile a další. Po skončení války odešel do Nových Syrovic v okrese Třebíč, kde žil po zbytek života. Zemřel v roce 1996.